# 1408
Пізнє Середньовіччя •  Відродження •  Реконкіста •  Ганза •  Столітня війна •  Велика схизма •  Монгольська імперія

## Геополітична ситуація
В османській державі триває період безвладдя і боротьби за престол між синами султана Баязида I Блискавичного. Імператором Візантії є Мануїл II Палеолог (до 1425), а королем Німеччини Рупрехт з родини Віттельсбахів. У Франції править Карл VI Божевільний (до 1422).
Апеннінський півострів розділений: північ належить Священній Римській імперії, середню частину займає Папська область, південь належить Неаполітанському королівству. Деякі міста півночі: Венеція, Флоренція, Генуя тощо, мають статус міст-республік. Триває боротьба гвельфів та гібелінів.
Майже весь Піренейський півострів займають християнські Кастилія і Леон, де править Хуан II (до 1454), Арагонське королівство, де править Мартін I Арагонський (до 1410), та Португалія, де королює Жуан I Великий (до 1433). Під владою маврів залишилися тільки землі на самому півдні.
Генріх IV є королем Англії (до 1413). У Кальмарській унії (Норвегії, Данії та Швеції) владу утримує Маргарита I Данська, офіційним королем є Ерік Померанський. В Угорщині править Сигізмунд I Люксембург (до 1437). Королем польсько-литовської держави є Владислав II Ягайло (до 1434). У Великому князівстві Литовському княжить Вітовт.
Частина руських земель перебуває під владою Золотої Орди. Галичина входить до складу Польщі. Волинь належить Великому князівству Литовському. У Києві княжить Андрій Іванович Гольшанський (до 1410). Московське князівство очолює Василь I.
Монгольська імперія займає більшу частину Азії, але вона розділена на окремі улуси. На заході євразійських степів править Золота Орда.
У Єгипті панують мамлюки, а Мариніди — у Магрибі. У Китаї править династії Мін. Значними державами Індостану є Делійський султанат, Бахмані, Віджаянагара. В Японії триває період Муроматі.
Цивілізація майя переживає посткласичний період. У долині Мехіко склалася цивілізація ацтеків. Почала зароджуватися цивілізація інків.

## Події
- Перші згадки про міста Мена, Герца, Чернівці.
- Литовський князь Вітовт та московський князь Василь I узгодили кордон між своїми володіннями по річці Угра.
- Ординський хан Едигей вчинив напад на Нижній Новгород та Городець і пішов на Москву, однак повернув назад, отримавши запевнення в покорі.
- У Франції герцог Бургундії Жан Безстрашний повернувся до Парижа, звідки втік після вбивства Людовика Орлеанського. Офіційна пропаганда почала виправдовувати вбивство, Водночас стала розгорятися війна між араньяками та бургіньйонами. Араньяки були здебільшого аристократією, тоді як бургіньйони спиралися на міське населення.
- Король Неаполя Владислав захопив Рим.
- Архієпископ Празький розпорядився, щоб усі, хто має твори Вікліфа, здали їх владі.
- Оголошено про скликання в Пізі собору, який повинен був розв'язати проблему Великої схизми. Антипапа Бенедикт XIII скликав свій собор у Перпіньяні.
- Король Угорщини Сигізмунд I заснував Орден Дракона.
- Острів Готланд перейшов до Данії.
- Кара-Коюнлу на чолі з Кара Юсуфом заволоділи Тебрізом.
- У Китаї завершилося написання Енциклопедії Юнле.

## Померли
- 31 травня — Асікаґа Йосіміцу, 3-й сьоґун сьоґунату Муроматі.